# Fritz Strassmann
Fritz Straßmann, all'anagrafe Friedrich Wilhelm Straßmann (Boppard, 22 febbraio 1902 – Magonza, 22 aprile 1980), è stato un chimico tedesco.
Nel 1938, insieme a Otto Hahn, identificò il bario nei residui ottenuti dopo il bombardamento dell'uranio con i neutroni, che portò a definire la sua scoperta come fissione nucleare. Straßmann fu riconosciuto dal memoriale dell'Olocausto di Yad Vashem come giusto tra le nazioni.

## Biografia
Nato a Boppard, iniziò gli studi di chimica nel 1920 presso l'Università di Hannover e conseguì il dottorato nel 1929 con una tesi sulla solubilità dell'acido carbonico gassoso iodino. Strassmann iniziò la carriera accademica e lavorò presso la Società Kaiser Wilhelm a Berlino-Dahlem dal 1929.
Nel 1933 si allontanò dalla Società dei chimici tedeschi quando divenne parte di un ente statale controllato dal nazismo e fu inserito in "lista nera". Otto Hahn e Lise Meitner gli trovarono un posto da  assistente a mezzo stipendio. Strassmann si considerava fortunato, perché «nonostante la mia passione per la chimica, ho tanta stima della mia libertà personale che pur di preservarla andrei a spaccare pietre per tutta la vita». Durante la guerra nel suo appartamento, dove viveva con la moglie Maria Heckter, nascose per mesi un amico ebreo, mettendo a rischio la propria vita e quella del figlioletto di tre anni.
L'esperienza in chimica analitica fu sfruttata da Hahn e Meitner nelle loro indagini sui prodotti dell'uranio bombardato da neutroni. Nel dicembre del 1938 Hahn e Strassmann inviarono un manoscritto alla Naturwissenschaften in cui affermavano di aver individuato l'elemento bario dopo aver bombardato l'uranio con neutroni; contemporaneamente comunicarono questi risultati alla Meitner, che era precedentemente fuggita dalla Germania nello stesso anno e si trovava allora in Svezia. Meitner e il nipote Otto Robert Frisch interpretarono correttamente questi risultati come fissione nucleare. Quest'ultimo ne diede conferma sperimentale il 13 gennaio 1939. Nel 1944 Hahn ricevette il premio Nobel per la chimica per la scoperta della fissione nucleare. Alcuni storici hanno documentato la storia della scoperta della fissione nucleare e ritengono che la Meitner avrebbe dovuto ricevere il riconoscimento insieme con Hahn.
Nel 1946 divenne professore di chimica inorganica all'Università di Magonza e nel 1948 direttore dell'Istituto di chimica Max Planck, appena fondato. Fondò infine l'Istituto di chimica nucleare. Nel 1957 fu uno dei diciotto di Gottinga che protestarono contro l'iniziativa del governo di Konrad Adenauer di rafforzare l'esercito della Germania Ovest con armi tattiche nucleari. Il presidente statunitense Lydon B. Johnson onorò Hahn, Meitner e Strassmann nel 1966 con il premio Enrico Fermi. L'Unione Astronomica Internazionale diede il suo nome a un asteroide: 19136 Strassmann. Strassmann morì il 22 aprile del 1980 a Magonza.

## Rapporto interno
Il seguente rapporto fu pubblicato su Kernphysikalische Forschungsberichte ("Rapporti di ricerca sulla fisica nucleare"), una pubblicazione interna dell'Uranverein. I rapporti in questa pubblicazione erano classificati come segretissimi (top secret), avevano distribuzione limitatissima e agli autori non era consentito tenere copie. Furono confiscati durante l'operazione Alsos degli Alleati e inviati alla Commissione per l'energia atomica degli Stati Uniti per una valutazione. Nel 1971 i rapporti furono desecretati e restituiti alla Germania, attualmente sono disponibili presso il Karlsruher Institut für Technologie e l'American Institute of Physics. ifis
- Otto Hahn and Fritz Straßmann: Zur Folge nach der Entstehung des 2,3 Tage-Isotops des Elements 93 aus Uran G-151 (27 febbraio 1942)